# Волки (Псковская область)
Волки — деревня в Ядровской волости Псковского района Псковской области.
Расположена в 14 км к югу от южной границы Пскова и деревни Черёха, в 2 км к югу от деревни Анисимово.
Численность населения деревни по состоянию на 2000 год составляла 3 жителя.